# Игнатий (Пологрудов)
Митрополи́т Игна́тий (в миру — Сергей Геннадьевич Пологрудов; род. 25 марта 1956, Иркутск) — архиерей Русской православной церкви на покое, митрополит Аргентинский и Южноамериканский (2016—2020). Кандидат психологических наук.

## Биография
Родился в Иркутске. В 1978 году окончил физический факультет Иркутского государственного университета. С 1978 по 1980 год служил в звании лейтенанта в Вооружённых силах в Прибалтийском военном округе.
С 1980 по 1983 год работал инженером электронно-вычислительного центра Сибирского энергетического института в Иркутске, а с 1983 по 1990 год заведовал лабораторией медицинской кибернетики во Всесоюзном научном центре хирургии АМН СССР.

### Церковное служение
В 1988 году принял крещение в озере Байкал; пришёл к православной вере под влиянием архиепископа Иркутского Хризостома (Мартишкина).
В 1990 году, после перевода владыки Хризостома на Виленскую кафедру, переехал в Литву и поступил в братию Свято-Духова монастыря города Вильнюса. Выполнял послушания библиотекаря, попечителя и духовника школы-интерната в Вильнюсе. 27 сентября 1990 года хиротонисан диакона. С 1991 по 1993 год учился в Московской духовной семинарии по сектору заочного обучения.
13 апреля 1992 года был пострижен в монашество с именем Игнатий в честь своего любимого святого, святителя Игнатия (Брянчанинова). 10 мая 1992 года хиротонисан во иеромонаха. С октября 1992 года — благочинный Свято-Духова монастыря. 2 ноября 1997 года указом патриарха Алексия II возведён в сан игумена.
26 февраля 1998 года на заседании Священного синода по рекомендации владыки Хризостома определён на Петропавловскую кафедру. 1 марта 1998 года в Успенском соборе Московского кремля возведён в сан архимандрита.

#### На Петропавловской кафедре
29 марта 1998 года в Богоявленском кафедральном соборе хиротонисан во епископа Петропавловского и Камчатского.
В том же году в составе экипажа атомного подводного крейсера «Томск» совершил переход подо льдами Северного Ледовитого океана, являясь духовником и корабельным священником (это уникальный случай в истории современного российского флота).
Во время управления владыкой Игнатием Петропавловской епархией в ней была учреждена первая в российских Военно-морских силах корабельная церковь на корабле «Камчатка» (посёлок Завойко), заключено соглашение между епархией и командованием войсками и силами Северо-Востока России «о совместной работе по укреплению морально-психологического состояния личного состава войск и сил северо-востока России, возрождению Российской духовности и традиций самоотверженного служения Отечеству, упрочению духовно-нравственных качеств в жизни воинских коллективов». Были созданы филиал Православного Свято-Тихоновского гуманитарного университета, духовно-просветительский центр, музей истории православия на Камчатке и в Русской Америке.
В 2000 году епископ Игнатий стал председателем попечительского совета по строительству кафедрального Свято-Троицкого собора в Петропавловске-Камчатском. Возведение храма началось в 2002 году. В 2004 году в недостроенном храме состоялась первая воскресная литургия, весной 2007 года был установлен центральный 13-тонный купол. Свято-Троицкий собор стал архитектурной доминантой города. По словам владыки, собор «как воин стоит на рубежах Отечества».
В сентябре 2003 года участвовал в подводном переходе из Приморья на Камчатку в составе экипажа атомного подводного крейсера стратегического назначения К-433 «Святой Георгий Победоносец». Перед походом владыка прошёл необходимую подготовку и был включён в экипаж специальным приказом Главкома ВМФ России. Во время перехода 11 моряков подводников приняли православное крещение.
В феврале 2004 года вместе с другими дальневосточными архиереями подписал обращение к президенту России Владимиру Путину, где был выражен протест против возможной передачи Японии островов Малой Курильской гряды.
Экспертный совет Русского биографического института присудил владыке Игнатию премию «Человек года — 2005» в номинации «Религия».
25 февраля 2007 года возведён в сан архиепископа.
В июне того же года с отличием окончил богословский факультет Православного Свято-Тихоновского гуманитарного университета.

8 февраля 2008 года первым из действующих архиереев Русской православной церкви создал персональный блог. Является убеждённым сторонником использования новых средств и форм миссионерской проповеди. 
Миссия, как известно, требует использования самых различных и самых современных методов. В том числе, конечно же, и интернета. Миссия имеет не только разные средства, но и разные формы. Это и проповедь, и диалог, и конференция, и богослужение — это, как оказалось, ещё и возможность поделиться с многочисленными слушателями и читателями своими размышлениями, рассуждениями — то, что на современном языке называется блогом. Мой опыт может оказаться полезным многим из тех, кто сейчас приходит к вере. С другой стороны, многие люди хотят личного общения. А один из главных принципов православного пастырства — это беседа лицом к лицу, душа к душе. Интернет как раз даёт такую возможность. Пусть я не могу видеть глаза, лицо человека, но по его словам можно почувствовать его настроение, характер, понять, что им движет, какие проблемы его заботят, что у него на душе. Даже по печатной форме. Появляется возможность одновременной беседы с огромным количеством читателей, что может содействовать их воцерковлению.
5 апреля 2008 года архиепископ Игнатий совершил Божественную литургию на Северном полюсе; он входил в состав полярной экспедиции, маршрут которой проходил из Мурманска через полярную станцию «Барнео». Во время литургии был рукоположён во иерея диакон Роман Никитин, на месте служения литургии установлен Поклонный крест. Кроме того, было совершено крещение мэра города Петропавловска-Камчатского Владислава Скворцова.

#### На Хабаровской кафедре
22 марта 2011 года назначен архиепископом Хабаровским и Приамурским. В интервью архиепископ отметил, что перевод в Хабаровск стал для него неожиданностью: «Конечно, жаль покидать Камчатку. Но Патриарху Московскому и всея Руси Кириллу виднее, где я больше смогу сделать на благо православия». 30 мая 2011 года назначен ректором Хабаровской духовной семинарии.
С 6 октября 2011 года — глава новообразованной Приамурской митрополии, в связи с чем 8 октября в Успенском соборе Троице-Сергиевой лавры возведён в сан митрополита.
27 ноября 2014 года в Московском городском психолого-педагогическом университете митрополит Хабаровский и Приамурский Игнатий защитил диссертацию на соискание учёной степени «кандидат психологических наук». Название темы диссертации, представленной к защите: «Модель акмеологического развития пастыря» (научный руководитель — Рубцов Виталий Владимирович, доктор психологических наук, профессор, действительный член РАО).
Решением Священного синода от 13 июня 2016 года (журнал № 42) освобождён от должности ректора Хабаровской духовной семинарии.

#### На Аргентинской кафедре
3 июня 2016 года назначен митрополитом Аргентинским и Южноамериканским и 18 июня прибыл в Буэнос-Айрес. С 2015 года изучает испанский язык.

#### На покое
11 марта 2020 года решением Священного синода почислен на покой с местопребыванием в Москве. Указом патриарха Кирилла от 20 июля 2020 года назначен настоятелем храма Святителя Николая Мирликийского в Дербенёве. В августе 2023 года указом патриарха Кирилла освобождён от должности настоятеля и переведён в Иосифо-Волоцкий монастырь.

## Награды

### Светские
- Медаль ордена «За заслуги перед Отечеством» II степени (28 декабря 2000) — за большой вклад в укрепление гражданского мира и возрождение духовно-нравственных традиций[17]

### Церковные
- Орден святителя Иннокентия, митрополита Московского и Коломенского II степени (25 апреля 2006)[18]
- Орден святого благоверного князя Даниила Московского II степени (19 сентября 2010)[19]